# Língua guaymí
Guaymí, ou Ngäbere, também chamada Movere, Chiriquí e Valiente, é uma língua falada pelo povo Ngöbe que vive no Panamá e na Costa Rica. Eles chamam-se a si próprios como Ngäbe (IPA ˈŋɔbe) e sua língua de Ngäbere (IPA ŋɔˈbeɾe).  Os Ngäbes são os mais populosos dentre os diversos povos indígenas do Panamá.
A língua tem seu centro na reserva indígena semi-autônoma chamada Comarca Ngöbe-Buglé. No início dos anos 50, a Costa Rica começou a receber imigrantes Ngäbe que vivem em diversas reservas: Abrojos Montezuma, Conteburica, Coto Brus, Guaymí de Alto Laguna de Osa, Altos de San Antonio.

## Escrita
O Guaymí usa uma forma do alfabeto latino sem as letras H.isolado, C.isolado, W.isolado, F, P, Q, V, S, Z; Udsam-se as formas Ä, Ö, Ü,,Ch, Gw, Kw, Ng, Ngw, Ñ
Como língua tradicionalmente oral, seu sistema de escrita foi criado muito recentemente. Usou-se a escrita latina com base no alfabeto espanhol, pelo fato ser essa a língua na região centro-americana. Tentou-se criar uma maior correlação entre as duas línguas.

## Amostra de texto
Kena dekä Ngöbökwe kä käinta btä kä tementa dätebare. Akwa kä temen ne nämane ngwarbe, iko jökrä. Ñö aibe nämane neen temen abko, Ngöbö Üai nämane kwite käinta ngibiarebti. Abti Ngöbökwe niebare, Kä raba ngwen.
Português
No princípio, Deus criou o céu e a terra. A terra estava sem forma e vazia e a escuridão cobria as águas profundas. O espírito de Deus pairava sobre a água. E Deus disse: "Que haja luz!" Então, houve a luz.